# Thestor dicksoni
Dickson’s Skolly (Thestor dicksoni) là một loài bướm ngày thuộc họ Bướm xanh. Nó được tìm thấy ở Nam Phi.
Sải cánh dài 34-37.5 mm đối với con đực và 43–45 mm đối với con cái. Con trưởng thành bay từ tháng 12 đến tháng 4. Có một lứa một năm.

## Phụ loài
- Thestor dicksoni dicksoni (montane fynbos in the Dasklip Pass near Porterville to the Roodezandsberg near the Tulbagh Kloof)
- Thestor dicksoni malagas Dickson & Wykeham, 1994 (along the Atlantic coast và on the Langebaan peninsula)
- Thestor dicksoni warreni Ball, 1994 (arid strandveld Karoo near Graafwater, between Clanwilliam và Lambertsbaai)